# Joan Pujol Pagès
Joan Pujol Pagès (Terrassa, 28 de maig de 1952) és un ciclista català, ja retirat, que fou professional entre 1976 i 1984. El seu fill, Óscar Pujol Muñoz, també fou ciclista entre el 2008 i el 2018. Durant la seva carrera va córrer als equips KAS, Transmallorca-Flavia, Kelme, CR-Colchon i Hueso.
Una vegada retirat fou auxiliar als equips Banesto, Phonak i Astana.

## Palmarès
- 1972
  - 1r a la Volta a Lleida
- 1973
  - Vencedor d'una etapa del Tour de l'Avenir
  - 3r a la Volta a Navarra
- 1975
  - Vencedor d'una etapa al Cinturó a Mallorca
- 1976
  - 1r al Gran Premi Vizcaya
- 1978
  - 1r al Gran Premi Nuestra Señora de Oro
- 1980
  - Vencedor d'una etapa de la Volta a Astúries

### Resultats al Tour de França
- 1978. 32è de la classificació general
- 1980. Eliminat (14a etapa)

### Resultats al Giro d'Itàlia
- 1976. 10è de la classificació general
- 1977. 34è de la classificació general
- 1982. 46è de la classificació general

### Resultats a la Volta a Espanya
- 1979. 20è de la classificació general
- 1980. 24è de la classificació general
- 1981. 18è de la classificació general
- 1982. 26è de la classificació general
- 1983. 43è de la classificació general
- 1984. 18è de la classificació general